# Пиндорама (Сан-Паулу)
Пиндорама (порт. Pindorama) — муниципалитет в Бразилии, входит в штат Сан-Паулу. Составная часть мезорегиона Сан-Жозе-ду-Риу-Прету. Входит в экономико-статистический микрорегион Катандува. Население составляет 13 652 человека на 2006 год. Занимает площадь 184,525 км². Плотность населения — 74,0 чел./км².
Праздник города — 21 марта.

## История
Город основан 21 марта 1926 года.

## Статистика
- Валовой внутренний продукт на 2003 составляет 130.910.864,00 реалов (данные: Бразильский институт географии и статистики).
- Валовой внутренний продукт на душу населения на 2003 составляет 9.767,28 реалов (данные: Бразильский институт географии и статистики).
- Индекс развития человеческого потенциала на 2000 составляет 0,808 (данные: Программа развития ООН).

## География
Климат местности: тропический.